# L'Homme d'or

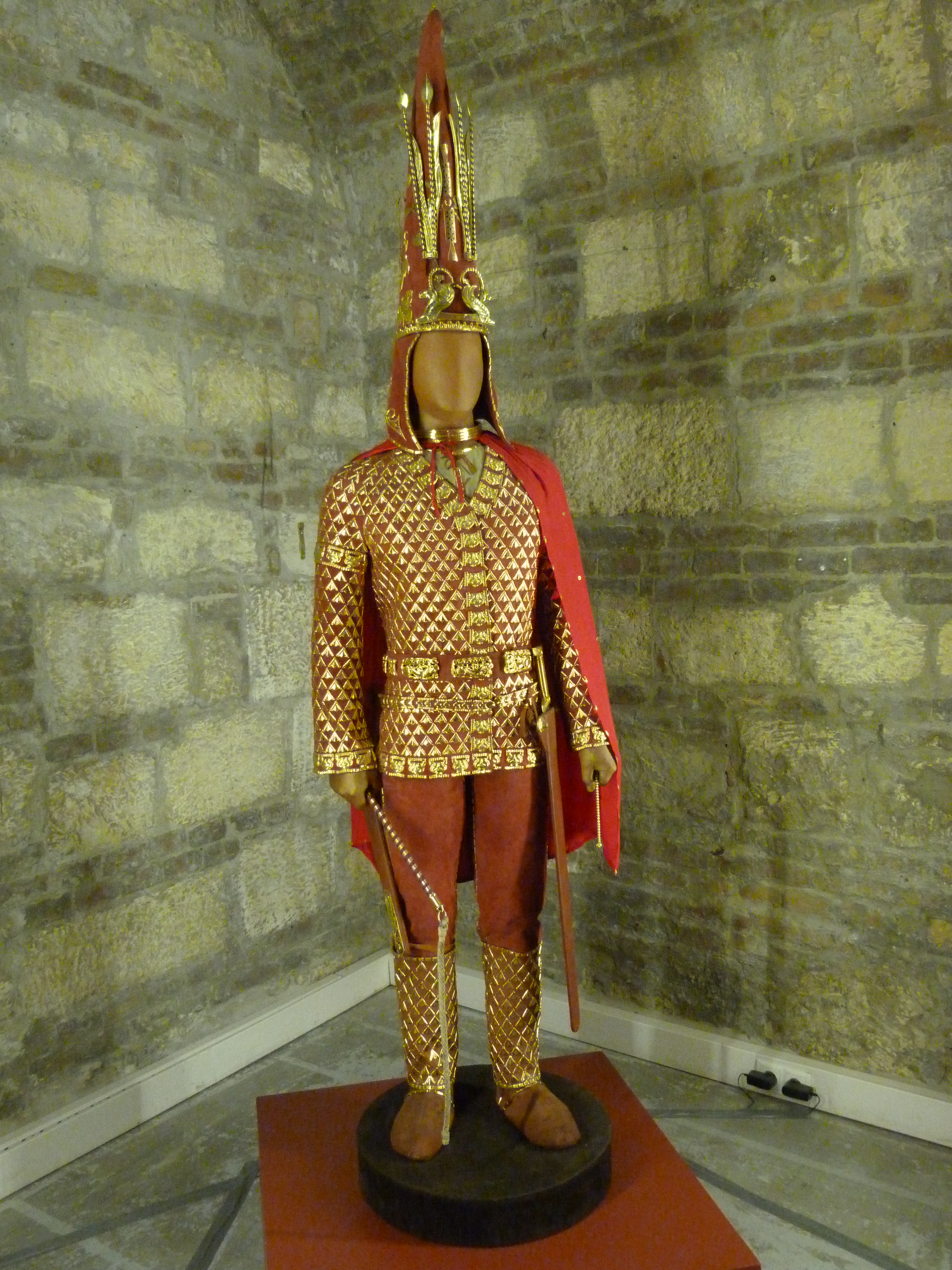
Une armure de parade, de style cataphractaire en plaques d'or d'un roi sakas, découvert à Iessik en 1969

L'Homme d'or ou l'Homme doré est le surnom donné par les archéologues à un roi sakas ou un guerrier probablement Scythe du IIe ou IIIe siècle av. J.-C., symbole du Kazakhstan.

## Histoire
L'Homme d'or a été découvert en 1969 dans le kourgane de Iessik, dans le sud-est de l'actuel Kazakhstan. 
Les ossements, qui sont ceux d'un jeune adulte, n'ont pas pu être exploités pour des recherches scientifiques, et à ce jour, l'identité de ce guerrier reste mystérieuse.
En 2019, les chercheurs décident de ré-inhumer la dépouille dans une capsule temporelle afin de permettre aux générations futures de découvrir l'identité de ce mystérieux guerrier, aujourd'hui symbole du Kazakhstan.
Son armure est exposée au musée national d'Astana.